# Norman Greenwood
Norman Neill Greenwood FRS (19 de enero de 1925 – 14 de noviembre de 2012) fue un químico austrobritánico y profesor Emérito de la Universidad de Leeds. Junto a Alan Earnshaw, escribió el texto Chemistry of the Elements, publicado en 1984.

## Biografía
Greenwood estudió Química en la Universidad de Melbourne y se graduó la licenciatura en 1945 y el Master en 1948. En 1948, fue galardonado con la Beca de la Exposición de 1851 para permitirle leer para un doctorado en el Sidney Sussex College bajo la supervisión de Harry Julius Emeléus. Recibió el doctorado en 1951.
Greenwood fue el investigador principal de la Atomic Energy Research Establishment desde 1951 hasta 1953 cuando se convirtió en lector de la Universidad de Nottingham.  Su primer estudiante en la Nottingham fue Kenneth Wade (1954–1957).
El profesor William Wynne-Jones, que era el presidente de la Escuela de Química en Kings College, Durham (que se convertiría en la Universidad de Newcastle en 1963), reclutó a Greenwood para la primera cátedra establecida de química inorgánica en el país en 1961. Fue nombrado profesor y jefe del Departamento de Química Inorgánica y Estructural de la Universidad de Leeds en 1971, cargo que ocupó hasta su jubilación en 1990, cuando se le dio el título de profesor emérito.
Greenwood fue elegido miembro de la Royal Society (FRS) en 1987.
Sus amplias investigaciones en química inorgánica y estructural han hecho grandes avances en la química de hidruros de boro y otros compuestos elemento del grupo principal. También fue pionero en la aplicación de la espectroscopia de Mössbauer a problemas de química. Fue un escritor prolífico y un conferenciante inspirador sobre temas químicos y educativos, y ha ocupado numerosas cátedras visitantes en todo el mundo. Fue nombrado por la NASA como investigador principal en el estudio de las rocas lunares. Se desempeñó como presidente de la IUPAC Comisión de Pesos Atómicos de 1970 a 1975 y también como presidente de la División de Química Inorgánica de la IUPAC.

## Trabajos
- Greenwood, N.N. (1968). Principles of Atomic Orbitals – Monograph for Teachers. Royal Society of Chemistry. p. 48. ISBN 978-0-85404-028-5.
- Greenwood, N.N. (1968). Ionic crystals, lattice defects and nonstoichiometry. Butterworths. p. 194.
- Greenwood, N.N; Gibb, T.C. (1971). Mössbauer Spectroscopy. Chapman and Hall. p. 659.
- Greenwood, N.N. (2012). Recollections of a Scientist Volume 1. Boyhood and Youth in Australia. Xlibris Corporation. p. 288. ISBN 978-1-4691-7935-3. (autopublicado)
- Greenwood, N.N. (2012). Recollections of a Scientist, Volume 2: Expanding Horizons: England and Europe (1948–51). Xlibris Corporation. p. 438. ISBN 978-1-4771-5186-0. (autopublicado)

Editor: Spectroscopic Properties of Inorganic and Organometallic Compounds, Royal Society of Chemistry, Volume 1 (1968) to Volume 9 (1976)